# Descendenții 3
Descendenții 3 este un film de televiziune muzical american. Este a treia versiune din seria Descendants, urmând Descendenții și Descendenții 2. Filmul este scris de Sara Parriott și Josann McGibbon și este regizat de Kenny Ortega. Filmul a avut premiera pe Disney Channel pe 2 august 2019 în SUA și pe 12 octombrie 2019 în România.
| Descendants 3         | Descendants 3 |
| --------------------- | --- |
| Gen                   | - Musical - Teen |
| Scris de              | - Josann McGibbon - Sara Parriott                                                                                    |
| Regizor               | Kenny Ortega |
| Actori                | - Dove Cameron - Cameron Boyce - Sofia Carson - Booboo Stewart - China Anne McClain - Cheyenne Jackson - Jadah Marie |
| Compozitor muzical    | David Lawrence |
| Țara de origine       | Statele Unite Ale Americii                                                                                           |
| Limbi originale       | Engleză |
| Producție             | |
| Producători executivi | - Kenny Ortega - Josann McGibbon - Sara Parriott - Wendy Japhet                                                      |
| Producător            | Wendy Japhet |
| Companie de producție | Disney Channel Original Productions                                                                                  |
| Lansare               | |
| Rețea originală       | Disney Channel |
| Cronologie            | |
| Precedat de           | Descendenții 2 |

## Distribuție
- Dove Cameron - Mal, fiica Maleficei

- Cameron Boyce - Carlos, fiul Cruellei de Vil

- Sofia Carson - Evie, fiica Reginei cea Rea

- Booboo Stewart - Jay, fiul lui Jafar

- Mitchell Hope - Ben, fiul lui Belle și al regelui Bestie

- China Anne McClain - Uma, fiica Ursulei

- Brenna D'Amico - Jane, fiica zânei ursitoare

- Melanie Paxson - zâna ursitoare, directoarea Auradon Prep și mama lui Jane

- Jedidiah Goodacre - Chad Charming, fiul Cenușăresei și al Prințului Fermecător

- Zachary Gibson - Doug, fiul lui Mutulică

- Sarah Jeffery - prințesa Audrey, fiica prințesei Aurora și a prințului Phillip

- Thomas Doherty - Harry Hook, fiul căpitanului Hook

- Dylan Playfair - Gil, fiul lui Gaston

- Anna Cathcart - Dizzy Tremaine, fiica Drizellei Tremaine și nepoata lui Lady Tremaine

- Dan Payne - regele Bestie, soțul reginei Belle și tatăl lui Ben

- Keegan Connor Tracy - Belle, soția regelui Bestie și mama lui Ben

- Judith Maxie - regina Leah, bunica prințesei Audrey

- Jadah Marie - Celia, fiica Dr. Facilier

- Jamal Sims - Dr. Facilier din Prințesa și Broscoiul, tatăl Celiei

- Cheyenne Jackson - Hades, conducătorul lumii interlope și tatăl lui Mal

- Christian Convrey - Squeaky, unul dintre fiii gemeni ai domnului Smee din Peter Pan

- Luke Roessler - Squirmy, celălalt fiu al domnului Smee

## Producție
Descendenții 3 este scris și produs de Sara Parriott și Josann McGibbon, și este regizat și executat de Kenny Ortega. Wendy Japhet este un producător al filmului, cu Ortega, Sara Parriott, Josann McGibbon, și Japhet, de asemenea, ca producători executivi. Mark Hofeling și Kara Saun se întorc ca designer de producție și, respectiv, designer de costume. Pe lângă rolul Dr. Facilier, Jamal Sims servește și ca coregraf al filmului, alături de Ortega, care a ocupat rolul de coregraf pentru toate cele trei filme Descendents. Repetările și preînregistrarea filmului au început pe 23 aprilie 2018, la Vancouver, Columbia Britanică, Canada. Producția a început pe 25 mai 2018. Pe 18 iulie 2018, pe rețelele de socializare s-a raportat că producția din film a fost „înfășurată oficial”.
S-a raportat că acesta va fi ultimul film din seria de filme Descendants deoarece Cameron Boyce a decedat.

## Lansare
Câteva videoclipuri promoționale pentru film au fost lansate pe canalul de YouTube Disney Descendants în februarie 2018, ca teaser sau pentru prima oară în producție. La sfârșitul lunii mai 2019, a fost anunțat că filmul va avea premiera pe 2 august 2019. Un scurtmetraj aferent, Under the Sea: A Descendants Short Story, în care sunt prezentate Mal și Uma cu care se confruntă în „un spectacol subacvatic epic”, a fost lansat pe 28 septembrie 2018. Pe 11 iulie 2019, Disney a anunțat că anulează o premieră pe covorul roșu planificată inițial pentru 22 iulie 2019, ca urmare a morții lui Cameron Boyce. Premiera de televiziune a filmului va continua așa cum este programată, dedicată memoriei lui Boyce.
Descendenții 3 a fost lansat pe DVD pe 6 august 2019.